# Pentapycnon charcoti
Pentapycnon charcoti is een zeespin uit de familie Pycnogonidae. De soort behoort tot het geslacht Pentapycnon. Pentapycnon charcoti werd in 1910 voor het eerst wetenschappelijk beschreven door Bouvier. 